# 花山ジャンクション
座標: 北緯36度01分27秒 東経128度53分42秒 / 北緯36.024156度 東経128.894891度
花山ジャンクションは益山浦項高速道路と尚州永川高速道路を接続するジャンクションである。尚州永川高速道路の尚州方向から益山浦項高速道路の浦項方向への進出と、益山浦項高速道路の浦項方向から尚州永川高速道路の尚州方向への進出はできない。

## 歴史
- 2017年6月28日 : 尚州永川高速道路の開通とともに開業[1]

## 接続路線

### 大邱・浦項方面
- 益山浦項高速道路 (22-1)

### 尚州・永川方面
- 尚州永川高速道路 (6)